# Jeröö
Jeröö (mongoliska: Ерөө Сум, Yöröö, Ерөө, Yöröö Sum) är ett distrikt i Mongoliet.   Det ligger i provinsen Selenga, i den nordöstra delen av landet, 210 km norr om huvudstaden Ulaanbaatar.